# Cimorelli
Cimorelli är ett band som blev känt på Youtube. Bandets medlemmar bor i Malibu i Kalifornien, USA. Bandet har skivkontrakt med Universal Musics skivbolag Island Records. Bandet består av de fem systrarna Christina, Katherine, Lisa, Amy och Lauren Cimorelli. Tidigare var även den yngsta systern Dani med i bandet, men år 2020 meddelade de att hon lämnat gruppen. Bandet sjunger delvis a cappella, men använder sig även av instrument.

## Karriär
År 2006 startade de fem äldsta systrarna Cimorelli som en vokalgrupp. Deras första cover var "Party In The USA" av Miley Cyrus, vilket även blev deras stora genombrott. Senare blev även Dani medlem i gruppen. Hela familjen med elva barn flyttade till södra Kalifornien så tjejerna kunde fortsätta sin musikkarriär.
Cimorelli släppte sitt självbetitlade debutalbum 2008. De började samarbeta med Sugababes manager Sarah Stennet 2009. 2011 släppte bandet sin första EP CimFam.

## Bandmedlemmar
- Christina Lynne Cimorelli, grundare, född 12 augusti 1990. Instrument: piano
- Katherine Ann Cimorelli,  född 4 mars 1992. Instrument: gitarr, basgitarr.
- Lisa Michelle Cimorelli, född 19 september 1993. Instrument: trummor, ibland piano.
- Amy Elizabeth Cimorelli, född 1 juli 1995. Instrument: gitarr, ibland piano.
- Lauren Christine Cimorelli, född 12 augusti 1998. Instrument: piano

## Diskografi

### Album
- 2011 - CimFam (EP)
- 2012 - Believe It (EP)
- 2013 - Made In America (EP)
- 2014 - Renegade (EP)
- 2014 - Christmas Magic (EP)
- 2016 - Up at Night
- 2016 - Alive
- 2017 - Sad Girls Club

### Singlar
- 2013 - Made In America
- 2014 - What I Do
- 2014 - Everything You Have
- 2014 - Come Over
- 2015 - All My Friends Say